# Le Paysan allègre
Pour plus de détails, voir Fiche technique et Distribution.
Le Paysan allègre (titre original : Der fidele Bauer) est un film autrichien réalisé par Georg Marischka sorti en 1951.
Il s'agit de l'adaptation de l'opérette de Leo Fall, sur un livret de Victor Léon.

## Synopsis
Matthias Scheichelroither est un agriculteur pauvre mais toujours heureux et joyeux. Il projette de grandes choses pour son fils Heini, dit "Heinerle" : il deviendra un jour un universitaire de formation, un médecin. Pour ce faire, le vieil homme économise afin de donner à Heinerle une éducation parfaite. Mais Heini a d'autres projets : au lieu de se concentrer sur son éducation, il est attiré par la musique. Avec l'aide de la riche Américaine Vivian Harrison, amoureuse de lui, il peut enfin donner son premier concert en tant que compositeur.
Au dernier moment, le vieux Scheichelroither parvient à assister au concert de son fils bien-aimé. Comme le joyeux fermier ne peut pas s'habiller convenablement pour son environnement élégant, il apparaît à son fils comme une personne en haillons, ce dont Heini Scheichelroither a honte. Le fils renie son père. Le fermier, qui n'est plus aussi joyeux, rentre chez lui sur ses terres avec une humeur amère. Vivian, l'épouse de Heini, parvient à réconcilier père et fils.

## Fiche technique
- Titre : Le Paysan allègre
- Titre original : Der fidele Bauer
- Réalisation : Georg Marischka
- Scénario : Hubert Marischka, Rudolf Österreicher
- Musique : Leo Fall
- Direction artistique : Gustav Abel
- Photographie : Hans Schneeberger
- Son : Max Vernooij
- Montage : Leopoldine Pokorny
- Producteur : Eduard Hoesch (de)
- Société de production : Berna-Filmproduktion, Donau-Filmproduktion
- Société de distribution : Union-Film
- Pays d'origine :  Autriche
- Langue : allemand
- Format : Noir et blanc - 1,33:1 - Mono - 35 mm
- Genre : Musical
- Durée : 105 minutes
- Dates de sortie :
  - Autriche : 21 septembre 1951.
  - Allemagne de l'Ouest : 26 octobre 1951.
  - France : 5 août 1955[1].

## Distribution
- Paul Hörbiger : Matthias Scheichelroither
- Erich Auer : Heini Scheichelroither
- Marianne Wischmann (de) : Vivian Harrison
- Heinrich Gretler : Lindoberer
- Franz Marischka : Vinzenz Lindoberer
- Rudolf Carl : Raudaschl
- Helli Servi : Annamirl Raudaschl
- Elisabeth Karlan : Resi Scheichelroither
- Alma Seidler : Mrs. Harrison
- Ulrich Bettac : Mr. Harrison
- Adrienne Gessner : Mme Holefka
- Karli Obrich : Heinerle, enfant
- Fritz von Friedl (de) : Vinzenz, enfant
- Loni von Friedl : Annamirl, enfant
- Karl Ehmann (de) : l'instituteur
- Fritz Muliar : le spectateur du cinéma
- Hans Hais : Napoléon dans le film
- Karl Eidlitz : Talleyrand dans le film

## Production
Le film est tourné à l'été 1951 à Vienne-Sievering (studio) ainsi qu'à Vienne et au Tyrol (prises de vue extérieures).
Le film a des adaptations à son époque, après la Seconde Guerre mondiale : au lieu d'une Berlinoise, la fiancée réconciliatrice est devenue Américaine et le tempo est devenu plus jazz.